# جيسي وليام لازيير
جيسي ويليام لازيير (بالإنجليزية: Jesse William Lazear)‏(2 مايو 1866، في بالتيمور - 26 سبتمبر 1900، في كويمادوس، كوبا) كان طبيبًا أمريكيًا.

## خلفية
لازيير ابن لويليام وشارلوت المولودة بيتيجرو. التحق خلال مسيرته الدراسية بأكاديمية «ترينيتي هال» العسكرية  وكلية واشنطن وجيفرسون،  في واشنطن، بنسلفانيا، وحصل على بكالوريوس الآداب في عام 1889 من جامعة جونز هوبكنز ودرجة الدكتوراه في الطب عام 1892 من كلية الطب في كلية الأطباء والجراحين بجامعة كولومبيا. وأنهى تخصصه في مجال الطب بمعهد باستور بباريس. في عام 1896 تزوج من مابل هيوستن ولديه طفلان. كان أيضًا عضوًا في جمعية في كابا بسي.

## مسار مهني
كان لازيير طبيبا في مستشفى جونز هوبكنز في بالتيمور ابتداء من عام 1895، وجّه لازيير أبحاثه نحو مرضى الملاريا والحمى الصفراء. في عام 1900، قَبِل بالانضمام للجيش الأميركي كجراح مساعد والتحق بالقوات الأميركية المتمركزة بمنطقة كيمادوس (Quemados) بكوبا.
بعد بضعة أشهر في كومادوس، شارك لازيير مع عدد من كبار الأطباء بالجيش الأميركي بكوبا ولتر ريد (1851–1902) وجيمس كارول (1854-1907) وأريستيدس أغرامونتي (1869–1931) في لجنة لدراسة طرق انتقال عدوى مرض الحمى الصفراء. خلال بحثه في معسكر كولومبيا، واتجه لتأييد فرضية العالم الكوبي كارلوس فينلي الذي تحدّث عن دور البعوض في نقله. كان لازيير العضو الوحيد في اللجنة الذي لديه خبرة في العمل مع البعوض، واستغل الطبيب لازيير خبرته ودراساته حول البعوض للوصول لهذا الاستنتاج حيث استخدم يرقات البعوض من مختبر فينلي. كتب إلى زوجته في رسالة مؤرخة في 8 سبتمبر 1900، أكد فيها أنه على الطريق الصحيح لتتبع الجرثومة المسببة للحمى الصفراء ودحض النظريات السابقة بشأن المرض.
وسعيًا من خلالها لإثبات نظريته، جعل جيسي وليام لازيير من نفسه فأر تجارب فسمح لبعوضة حاملة للجرثومة المسببة للحمى الصفراء بلسعه ليصاب بالمرض الذي ظهرت أعراضه عليه خلال الأيام القليلة التالية. وقد حاول هذا الطبيب مواصلة أبحاثه حول أعراض الحمى الصفراء وانتقالها إلا أنه توفي بسببها يوم 26 سبتمبر 1900، أي بعد بعد سبعة عشر يومًا من كتابة رسالته المليئة بالأمل عن عمر يناهز 34 سنة تاركاً زوجته وطفلين رضيعين. أخفيت حقيقة وفاة جيسي وليام ليزيير بأنها نتيجة عمل متعمد وذلك لأسباب غامضة، ارتبطت حسب بعض المؤرخين بتمكين عائلته من تعويض مالي. والقصة التي ذكرت أن لازيير قد أخطأ في وصف البعوض بأنه غير مصاب من نوع مختلف.
لكن سنة 1947، أظهر فيليب س. هنش من دفتر ملاحظات لازيير حقيقة تجربة هذا الطبيب الأميركي الذي ضحّى بنفسه خدمةً للعلم ولإثبات طريقة انتقال الحمى الصفراء.
ولتخليد لذكراه، أطلق اسمه على مهجع في جامعة «جون هوبكينز»، كما سمي المبنى الكيميائي السابق في كلية واشنطن وجيفرسون ألما ماتر لازيير.
كما كرم بتذكار «تضحية» في نافذة الزجاج الملون على مذبح كنيسة الحرب التذكاري في كاتدرائية واشنطن الوطنية المخصصة لجيسي لازيير والتي تظهره وإبرة الحقن والبعوض.

## روابط خارجية
- جامعة فرجينيا، فيليب هينش   - مجموعة ولتر ريد للحمى الصفراء: سيرة جيسي لازير
- جامعة فيرجينيا، الحمى الصفراء ولجنة ريد: لجنة والتر ريد
- جامعة فرجينيا مكتبة العلوم الصحية، دليل لفيليب س. هنش والتر ريد مجموعة الحمى الصفراء هذه المجموعة واسعة تشمل 154 صندوقًا من العناصر. انظر على وجه الخصوص قسم السيرة الذاتية على لازيير وسلسلة I. جيسي W. لازيير، الصناديق 1-6